# Le Rouret
Le Rouret – miejscowość i gmina we Francji, w regionie Prowansja-Alpy-Lazurowe Wybrzeże, w departamencie Alpy Nadmorskie.
Według danych na rok 1990 gminę zamieszkiwało 2927 osób, a gęstość zaludnienia wynosiła 412 osób/km² (wśród 963 gmin regionu Prowansja-Alpy-W. Lazurowe Le Rouret plasuje się na 207. miejscu pod względem liczby ludności, natomiast pod względem powierzchni na miejscu 764.).